# Gobierno Attal
El gobierno de Gabriel Attal fue el cuadragésimo cuarto gobierno de Francia bajo la Quinta República.
Dirigido por Gabriel Attal, el primer ministro más joven de la Quinta República con 34 años y también en la primera persona abiertamente homosexual en ocupar dicho cargo.
Este es el quinto gobierno formado bajo la presidencia de Emmanuel Macron y el segundo desde su reelección en 2022.

## Contexto
Tras varias semanas de agitación mediática sobre la posibilidad de un cambio de gabinete, el 8 de enero de 2024 Élisabeth Borne presentó la dimisión de su Gobierno al presidente Emmanuel Macron, que la aceptó.
Gabriel Attal, hasta entonces Ministro de Educación, fue nombrado Primer Ministro al día siguiente.
El Secretario General de la Presidencia, Alexis Kohler anunció la primera tanda de nombramientos el 11 de enero de 2024, que abarca los ministerios completos y los ministros adjuntos al Primer Ministro. 
Esta lista se completará más adelante con el nombramiento de los secretarios de Estado y ministros delegados. 

## Composición del Gobierno actual

### Primer ministro de la República de Francia
| Fotografía | Primer Ministro | Período            | Período                 | Partido | Partido |
| Fotografía | Primer Ministro | Inicio             | Fin                     | Partido | Partido |
| ---------- | --------------- | ------------------ | ----------------------- | ------- | ------- |
|            | Gabriel Attal   | 9 de enero de 2024 | 5 de septiembre de 2024 |         |         |

### Ministros
| Ministerio                                         | Fotografía | Titular              | Período             | Período             | Partido | Partido |
| Ministerio                                         | Fotografía | Titular              | Inicio              | Fin                 | Partido | Partido |
| -------------------------------------------------- | ---------- | -------------------- | ------------------- | ------------------- | ------- | ------- |
| Economía, Finanzas, Soberanía Industrial y Digital |            | Bruno Le Maire       | 9 de enero de 2024  | En el cargo         |         |         |
| Interior e Ultramar                                |            | Gerald Darmanin      | 9 de enero de 2024  | En el cargo         |         |         |
| Trabajo, Salud y de la Solidaridad                 |            | Catherine Vautrin    | 9 de enero de 2024  | En el cargo         |         | DVD     |
| Educación Nacional y de la Juventud                |            | Nicole Belloubet     | 9 de enero de 2024  | En el cargo         |         | DVG     |
| Agricultura y Soberanía Alimentaria                |            | Marc Fesneau         | 9 de enero de 2024  | En el cargo         |         |         |
| Cultura                                            |            | Rachida Dati         | 9 de enero de 2024  | En el cargo         |         | DVD     |
| Fuerzas Armadas                                    |            | Sébastien Lecornu    | 9 de enero de 2024  | En el cargo         |         |         |
| Justicia y Guardián de los Sellos                  |            | Eric Dupond-Moretti  | 9 de enero de 2024  | En el cargo         |         | DVG     |
| Europa y Asuntos Exteriores                        |            | Catherine Colonna    | 9 de enero de 2024  | 11 de enero de 2024 |         |         |
| Europa y Asuntos Exteriores                        |            | Stéphane Séjourné    | 11 de enero de 2024 | En el cargo         |         |         |
| Transición Ecológica y la Cohesión Territorial     |            | Christophe Bechu     | 9 de enero de 2024  | En el cargo         |         |         |
| Transformación y de la Función Pública             |            | Stanislas Guerini    | 9 de enero de 2024  | En el cargo         |         |         |
| Deportes y de los Juegos Olímpicos y Paralímpicos  |            | Amélie Oudéa-Castéra | 9 de enero de 2024  | En el cargo         |         |         |
| Educación Superior e Investigación                 |            | Sylvie Retailleau    | 9 de enero de 2024  | En el cargo         |         | DVD     |

### Ministros delegados
| Ministerio                                         | Delegación                                                                           | Fotografía | Titular                | Período            | Período     | Partido | Partido |
| Ministerio                                         | Delegación                                                                           | Fotografía | Titular                | Inicio             | Fin         | Partido | Partido |
| -------------------------------------------------- | ------------------------------------------------------------------------------------ | ---------- | ---------------------- | ------------------ | ----------- | ------- | ------- |
| Planificación Ecológica y Energética               | Renovación Democrática y Portavoz del Gobierno                                       |            | Prisca Thevenot        | 9 de enero de 2024 | En el cargo |         |         |
| Planificación Ecológica y Energética               | Relaciones con el Parlamento                                                         |            | Marie Lebec            | 9 de enero de 2024 | En el cargo |         |         |
| Planificación Ecológica y Energética               | Igualdad entre Mujeres y Hombres y la Lucha contra la Discriminación                 |            | Aurore Bergé           | 9 de enero de 2024 | En el cargo |         |         |
| Economía, Finanzas, Soberanía Industrial y Digital | Industria y de la Energía                                                            |            | Roland Lescure         | 9 de enero de 2024 | En el cargo |         |         |
| Economía, Finanzas, Soberanía Industrial y Digital | Empresas, Turismo y Consumo                                                          |            | Olivia Grégoire        | 9 de enero de 2024 | En el cargo |         |         |
| Economía, Finanzas, Soberanía Industrial y Digital | Cuentas Públicas                                                                     |            | Thomas Cazenave        | 9 de enero de 2024 | En el cargo |         |         |
| Interior y Ultramar                                | Colectividades Territoriales y de la Ruralidad                                       |            | Dominique Faure        | 9 de enero de 2024 | En el cargo |         | PR      |
| Interior y Ultramar                                | Ultramar                                                                             |            | Marie Guévenoux        | 9 de enero de 2024 | En el cargo |         |         |
| Trabajo, Salud y de la Solidaridad                 | Infancia, Juventud y Familias                                                        |            | Sarah El Haïry         | 9 de enero de 2024 | En el cargo |         |         |
| Trabajo, Salud y de la Solidaridad                 | Personas Mayores y Personas con Discapacidad                                         |            | Fadila Khattabi        | 9 de enero de 2024 | En el cargo |         |         |
| Trabajo, Salud y de la Solidaridad                 | Salud y de la Prevención                                                             |            | Frédéric Valletoux     | 9 de enero de 2024 | En el cargo |         |         |
| Agricultura y Soberanía Alimentaria                | Agricultura y Soberanía Alimentaria                                                  |            | Agnès Pannier-Runacher | 9 de enero de 2024 | En el cargo |         |         |
| Europa y Asuntos Exteriores                        | Comercio Exterior, Atractividad, Francofonía y Franceses Residentes en el Extranjero |            | Franck Riester         | 9 de enero de 2024 | En el cargo |         |         |
| Europa y Asuntos Exteriores                        | Asuntos Europeos                                                                     |            | Jean-Noël Barrot       | 9 de enero de 2024 | En el cargo |         |         |
| Transición Ecológica y la Cohesión Territorial     | Transporte                                                                           |            | Patrice Vergriete      | 9 de enero de 2024 | En el cargo |         | DVG     |
| Transición Ecológica y la Cohesión Territorial     | Vivienda                                                                             |            | Guillaume Kasbarian    | 9 de enero de 2024 | En el cargo |         |         |

### Secretarios de Estado
| Ministerio                                         | Secretaría de Estado                             | Fotografía | Titular                  | Período            | Período     | Partido | Partido |
| Ministerio                                         | Secretaría de Estado                             | Fotografía | Titular                  | Inicio             | Fin         | Partido | Partido |
| -------------------------------------------------- | ------------------------------------------------ | ---------- | ------------------------ | ------------------ | ----------- | ------- | ------- |
| Economía, Finanzas, Soberanía Industrial y Digital | Asuntos Digitales                                |            | Marina Ferrari           | 9 de enero de 2024 | En el cargo |         |         |
| Transición Ecológica y la Cohesión Territorial     | Ciudad y de la Ciudadanía                        |            | Sabrina Agresti-Roubache | 9 de enero de 2024 | En el cargo |         |         |
| Transición Ecológica y la Cohesión Territorial     | Asuntos Marítimos y de la Biodiversidad          |            | Hervé Berville           | 9 de enero de 2024 | En el cargo |         |         |
| Fuerzas Armadas                                    | Veteranos y de la Memoria                        |            | Patricia Mirallès        | 9 de enero de 2024 | En el cargo |         |         |
| Europa y Asuntos Exteriores                        | Desarrollo y de las Asociaciones Internacionales |            | Chrysoula Zacharopoulou  | 9 de enero de 2024 | En el cargo |         |         |

## Representatividad
Aunque numéricamente se respeta la paridad, con 7 ministras y 7 ministros, los ministros de función crítica (estos corresponden al: Ministerio de Defensa, Ministerio del Interior, Ministerio de Justicia, Ministerio de Asuntos Exteriores y Ministerio de Economía y Finanzas) están siendo ocupados por hombres y sólo 4 de los 11 ministerios están ocupados por mujeres.   
Stéphane Séjourné sucede a Catherine Colonna, Ministra de Europa y Asuntos Exteriores, la única mujer del anterior gobierno que dirigió un ministerio. 